# Hakutaka (Shinkansen)
Le Hakutaka (はくたか) est le nom d'un service de train à grande vitesse japonais du réseau Shinkansen développé par la JR East et la JR West sur la ligne Shinkansen Hokuriku. Son nom signifie buse blanche en japonais.

## Gares desservies
Mis en place pour le prolongement de la ligne Shinkansen Hokuriku le 14 mars 2015, ce service relie principalement Tokyo à Kanazawa avec cependant plus d'arrêts intermédiaires que les services Kagayaki sur le même parcours. Certains trains vont jusqu'à Tsuruga.
| Nom des gares       |
| ------------------- |
| Tokyo               |
| Ueno                |
| Ōmiya               |
| Takasaki*           |
| Annaka-Haruna*      |
| Karuizawa*          |
| Sakudaira*          |
| Ueda*               |
| Nagano              |
| Iiyama*             |
| Jōetsumyōkō         |
| Itoigawa            |
| Kurobe-Unazukionsen |
| Toyama              |
| Shin-Takaoka        |
| Kanazawa            |
| Komatsu             |
| Kagaonsen           |
| Awaraonsen          |
| Fukui               |
| Echizen-Takefu      |
| Tsuruga             |

Les gares marquées d'un astérisque ne sont pas desservies par tous les trains.

## Matériel roulant
Les services Hakutaka sont effectués par les Shinkansen E7 et W7.